# 윤희성 (레이싱 모델)
윤희성(본명: 이윤희, 1987년 8월 9일 ~ )은 대한민국의 레이싱 모델이다.

## 경력

### 레이싱모델 경력
- 2019년 - 넥센타이어 스피드레이싱 레이싱모델 (범스모터스포츠)
- 2017년 - CJ대한통운 슈퍼레이스 챔피언십 레이싱모델 (준피티드)
- 2016년 - 넥센타이어 스피드레이싱 엔페라컵 레이싱모델 (준피티드)
- 2016년 - 오토모티브위크 준피티드 레이싱모델
- 2016년 - 서울오토살롱 스톨츠 레이싱모델
- 2016년 - 부산 국제보트쇼 모델